# Kulcscsont alatti izom

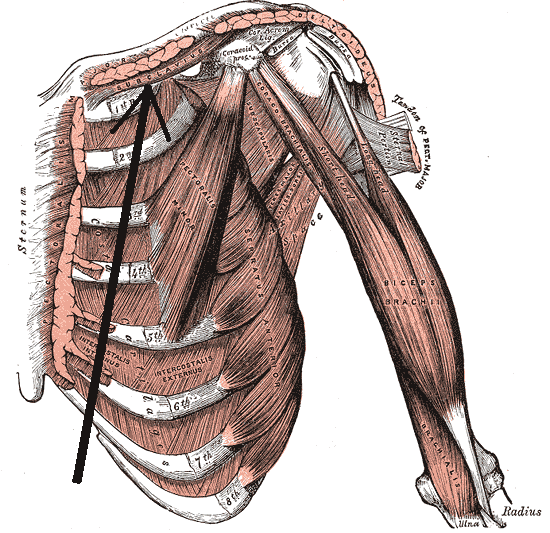
A mellkas és a váll mély felszíne (a nyíl jelöli a vékony izmot)

A kulcscsont alatti izom (latinul musculus subclavius) egy izom az ember kulcscsontja (clavicus) és az első borda (costa prima) között.

## Eredés, tapadás, elhelyezkedés
Az első bordáról a porcos részéről és az ízesülési pontjáról egy rövid, vastag ínról ered szemben a ligamentum costoclaviculare-val. A húsos rostok harántirányban felfelé és kifelé futnak majd a kulcscsont alsó felszínén található sulcus musculi subclavii-ban tapad a ligamentum costoclaviculare és a ligamentum conoideum között.

## Funkció
A vállat süllyeszti és le-föl forgatja.

## Beidegzés, vérellátás
A nervus subclavius idegzi be. Az arteria thoracoacromialis kulcscsonti ága látja el vérrel.